# Tilemann Hesshus
Pour les articles homonymes, voir Tilemann.

Tilemann Hesshus, ou Hesshusen, Heshusius, Hesshusen, Heshusen, né le 3 novembre 1527 à Wesel et mort le 25 septembre 1588 à Helmstedt, est un théologien luthérien allemand.

## Biographie
Dans sa jeunesse, Hesshus voyage en France, en Angleterre, au Danemark et en Allemagne, avant de se rendre à Wittenberg, où il devient maître ès-arts en 1550.
Il se rend bientôt célèbre comme prédicateur et, en 1552, est nommé pasteur de Goslar à l’âge vingt-cinq ans, avant de recevoir son doctorat en théologie en 1553.
Son esprit et son humeur lui suscitent néanmoins toujours des conflits avec les autorités qui l’empêchent de s’attarder dans n'importe quel poste. En vain son ami Melanchthon lui fait-il obtenir plusieurs situations avantageuses, le faisant nommer, alors qu’il n’a pas trente ans, professeur de théologie à Heidelberg, surintendant du Palatinat et président du synode, poste qu’il perd au bout de deux ans, en 1559, après une polémique amère avec Wilhelm Klebitz sur le dogme de l'Eucharistie.
La même controverse l’occupe encore avec Hardenberg à Brême. Après avoir cherché refuge dans sa ville natale, il en est chassé en 1564 pour avoir écrit son Unterschied zwischen d. wahren katholischen Lehre d. Kirche u. z. d. Irrtümern d. Papisten v. d. römischen Antichrists, qui déplut hautement au gouvernement.
Après diverses fortunes, il est nommé évêque de Sameland en 1573 mais, après avoir suscité une grande opposition avec ses doctrines, qui sont condamnées par un synode en 1577, lui-même est chassé du pays peu après. Peu de temps après, Chemnitz lui obtient son dernier poste comme principal professeur de théologie à l’université de Helmstedt.
Hesshus est, pendant toute sa carrière de controversiste, un partisan convaincu du luthéranisme extrême contre les synergistes mélanchthoniens. Après avoir initialement souscrit, en 1578, à la Formule de Concorde signée en 1577, il s'y oppose en arguant que certains changements y ont été effectués avant la publication. Sous son influence, l’université de Helmstedt retire sa sanction à la formule.
Les plus importants de ses écrits sont :
- Commentar ü. d. Psalmen ;
- De justificatione peccatoris coram Deo (1587) ;
- Examen Theologicum (Helmstedt, 1586).